# 咸池一
咸池一，即御夫座ρ（ρ Aur, ρ Aurigae）是一颗位于御夫座的恒星，距离地球约642光年。
咸池一是一颗蓝白色B-型主序星，视星等为+5.22。它是一颗分光双星。
在中国古代星官系统中，它属于西方白虎七宿毕宿的星官咸池第一星，这也是咸池一名字的来由。